# Bettona
Bettona es una localidad italiana de la provincia de Perugia, región de Umbría, con 4.304 habitantes.

## Demografía
| Gráfica de evolución demográfica de Bettona entre 1861 y 2001 |
|                                                               |
| Fuente ISTAT - Elaboración gráfica por parte de Wikipedia     |